# Élection pontificale de 1073
L’élection pontificale de 1073 est la deuxième élection par laquelle les cardinaux de l'Église catholique romaine seuls élisent le pape - mode d'élection qui subsiste à ce jour. Elle intervient après la mort du pape Alexandre II, les cardinaux élisant Grégoire VII sous la pression du peuple romain.

## Contexte
À la mort d'Alexandre II, le 21 avril 1073, alors que les obsèques se déroulent dans la basilique Saint-Jean-de-Latran, les voix du clergé et du peuple s'élèvent : « Laissez Hildebrand être pape », « Pierre le bienheureux a choisi Hildebrand archidiacre ! ». Plus tard, le même jour, Hildebrand est conduit à la basilique Saint-Pierre-aux-Liens et élu pape légalement par les cardinaux réunis, avec le consentement du clergé romain, au milieu des acclamations répétées du peuple.
Cette élection reste débattue de nos jours : cette extraordinaire ferveur envers Hildebrand, de la part du clergé et du peuple est elle totalement spontanée ou est-elle le résultat de certains arrangements pré-concertés? Le mode de son élection a été très critiqué par ses adversaires. La plupart des accusations portées peuvent être l'expression de haines personnelles, les soupçons concernant cette élection ne sont apparus que plusieurs années plus tard. Sur les circonstances de son élection et selon Grégoire, celles-ci n'ont pas été menées de façon très régulières, les formalités prescrites par la loi de 1059 n'ont pas été observées. Mais surtout, l'exigence de Nicolas II qui impose que l'empereur des Romains soit consulté en la matière a été ignorée. Cependant, ce qui finalement valide l'élection de Grégoire est la clameur quasi universelle du peuple romain. En ce sens, son élection ramène aux premiers siècles de l'Église de Rome et ne tient pas compte de la législation canonique ultérieure
Les premières lettres pontificales de Grégoire reconnaissent clairement ce fait et contribuent ainsi à désamorcer le moindre doute sur son élection si immensément populaire. Le 22 mai 1073, il est consacré prêtre et devient pape, le 30 juin quand il est consacré évêque.
Dans le décret d'élection, ceux qui l'ont choisi comme évêque de Rome proclament, le 22 avril 1073, Grégoire VII comme « un homme pieux, un homme puissant dans l'humain et la connaissance divine, un amant distingué de l'équité et de la justice, un homme ferme dans l'adversité et tempéré dans la prospérité, un homme, selon la parole de l'Apôtre, de bonne conduite, sans reproche, modeste, sobre, chaste, tourné vers l'hospitalité et celui qui gouverne bien sa propre maison, un homme dont l'enfance généreuse l' éleve au sein de l'Église Mère, dont le mérite de sa vie l'a déjà élevé à la dignité d'archidiacre ». « Nous choisissons ensuite, » déclarent-ils au peuple, « notre archidiacre Hildebrand pour être pape et successeur de l'Apôtre et qu'il porte désormais et pour toujours le nom de Grégoire ».

## Cardinaux-électeurs
La bulle pontificale In nomine Domini de Nicolas II, en 1059, réforme le processus de l'élection papale : seuls les cardinaux-évêques peuvent élire le nouveau pape, avec le consentement du clergé mineur. En avril 1073, pour l'élection pontificale, seuls deux cardinaux étaient présents à Rome au moment de la mort d'Alexandre II :
- Giovanni (nommé en 1057) - Cardinal-évêque de Porto
- Ubaldo (nommé en 1063) - Cardinal-évêque de Sabina

Absents :
Deux cardinaux-évêques sont absents : l'un d'eux se trouve dans une légation étrangère et le second est aussi un abbé bénédictin et ne réside pas à Rome :
- Gerald de Ratisbonne, (nommé en 1072) - Cardinal-évêque d'Ostie, légat du pape en France
- Peter Igneus , (nommé en 1072) - Cardinal-évêque d'Albano, abbé de S. Salvatore à Fucecchio

## Source
- (en) Cet article est partiellement ou en totalité issu de l’article de Wikipédia en anglais intitulé « Papal election, 1073 » (voir la liste des auteurs).